# 大水镬医院
大水镬医院（英语：Cho Ray Hospital）是越南胡志明市内最大的综合医院。始建于1900年，原为堤岸市立医院（法語：Hôpital Municipal de Cholon），历史上几经更名，最后于1957年定名为现名。该医院于1974年6月在日本政府的帮助下重组，成为东南亚最大的医院之一。

## 外部連結
- Trang web chính thức（页面存档备份，存于） （越南文）